# کاچی (لوئیزیانا)
کاچی (به انگلیسی: Keachi) شهری در ایالت لوئیزیانا کشور ایالات متحده آمریکا است که جمعیت آن در سرشماری سال ۲۰۱۰ میلادی، ۲۹۵ نفر بوده‌است.